# Ait Taleb
Ait Taleb  (in arabo أيت الطالب‎?) è un centro abitato e comune rurale del Marocco situato nella provincia di Rehamna, regione di Marrakech-Safi. Conta una popolazione di 8 649 abitanti (censimento 2014).